# فتاح-1
فتاح-1 هو صاروخ باليستي متوسط المدى فرط صوتي إيراني، طورهُ الحرس الثوري وكُشف عنه في يونيو 2023. فإن قدرتها العالية على المناورة وسرعته تساعده على التهرب من أنظمة الدفاع الصاروخي. في نوفمبر 2023، كشفت إيران عن نسخة أحدث من الصاروخ، فاتح-2.
وقد ورد أن الصاروخ لديه القدرة على حمل رؤوس نووية إذا أكملت إيران برنامجها النووي.

## وصف
وفقًا لإيران، فالصاروخ قادر على المناورة داخل وخارج الغلاف الجوي، وقادر على تجاوز الدفاعات الصاروخية.

## معرض الصور

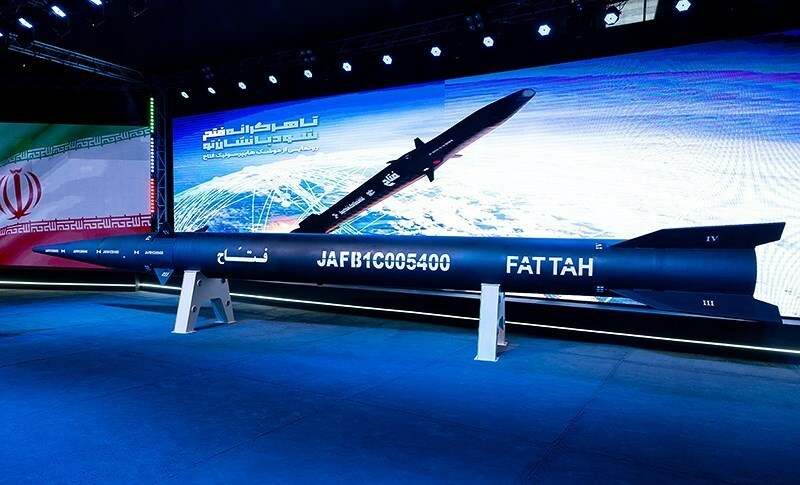
فاتح في حفل الافتتاح في 6 يونيو 2023
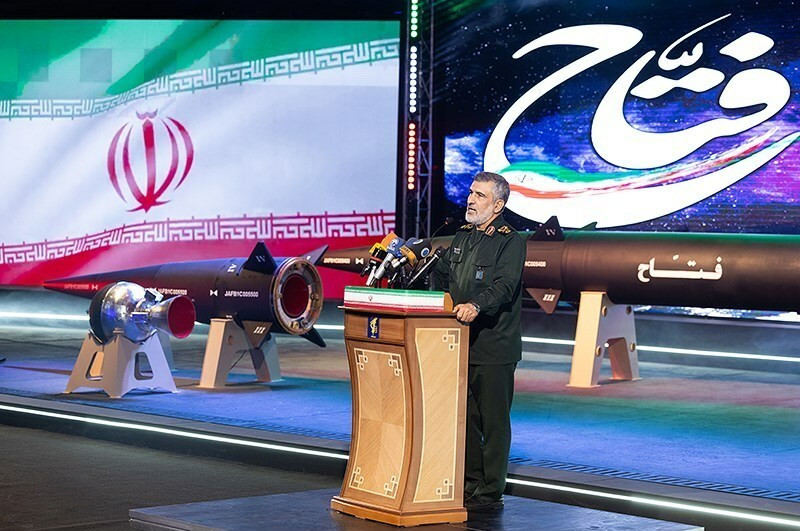
العميد أمير علي حاجي زاده في حفل الافتتاح
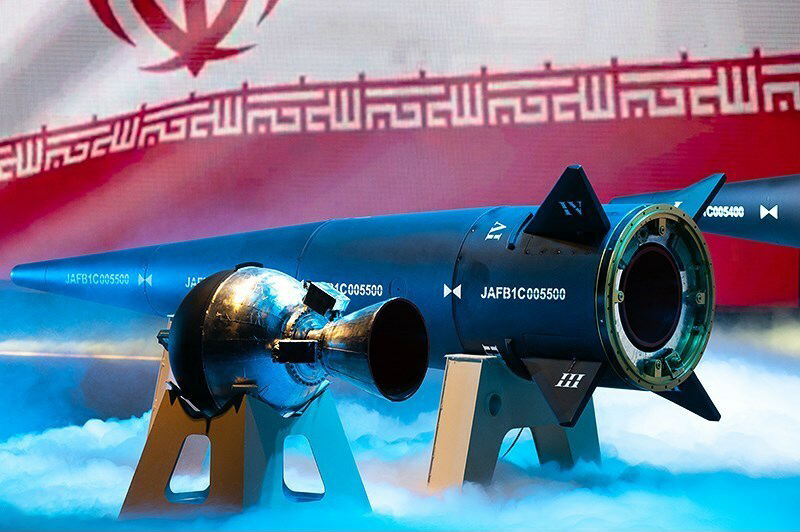
رأس حربي